# Viacheslav Uzelkov
Viacheslav Uzelkov (en ucraniano: Вячеслав Узелков; Vínnytsia, URSS, 8 de abril de 1978-9 de noviembre de 2024) fue un deportista ucraniano que compitió en boxeo.

## Trayectoria
Ganó una medalla de bronce en el Campeonato Mundial de Boxeo Aficionado de 2001 y una medalla de plata en el Campeonato Europeo de Boxeo Aficionado de 2002, ambas en la categoría de 91 kg.
En octubre de 2004 disputó su primera pelea como profesional. En su carrera profesional tuvo en total 34 combates, con un registro de 30 victorias y 4 derrotas. Fue campeón intercontinental de la AMB, campeón intercontinental de la OMB y campeón internacional de la IBO de peso semipesado.
Después de retirarse de la competición, se convirtió en presentador de televisión. Falleció en noviembre de 2024, a los 45 años, de complicaciones cardiacas, después de haber sido sometido a una cirugía del corazón a principios de año.

## Palmarés internacional
| Campeonato Mundial | Campeonato Mundial    | Campeonato Mundial | Campeonato Mundial |
| Año                | Lugar                 | Medalla            | Categoría          |
| ------------------ | --------------------- | ------------------ | ------------------ |
| 2001               | Belfast (Reino Unido) | Medalla de bronce  | 91 kg              |
| Campeonato Europeo |                       |                    |                    |
| Año                | Lugar                 | Medalla            | Categoría          |
| 2002               | Perm (Rusia)          | Medalla de plata   | 91 kg              |